# 馬圖西夫

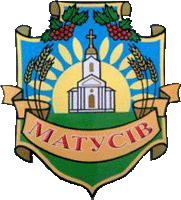
馬圖西夫的村徽

馬圖西夫（烏克蘭語：Матусів）是烏克蘭中部切爾卡瑟州的村落，由茲韋尼霍羅德卡區的馬圖西夫市鎮所轄，該村落為市鎮的行政中心。該村人口3617。距離茲韋尼霍羅德卡約49公里，距離切爾卡瑟約68公里。

## 市鎮轄下村落
馬圖西夫市鎮下轄兩個村落：
- 馬圖西夫
- 斯坦尼斯拉夫奇克（烏克蘭語：Станіславчик (Звенигородський район)）